# Munshiganj (zila)
Munshiganj (en bengalí: মুন্সীগঞ্জ) es un zila o distrito de Bangladés que forma parte de la división de Daca.
Comprende 6 upazilas en una superficie territorial de 955 km² : Gazaria, Lohajang, Munshiganj, Sirajdikhan, Sreenagar y Tongibari.
La capital es la ciudad de Munshiganj.

## Upazilas con población en marzo de 2011[2]
- Gazaria 157,988
- Lohajang 159,242
- Munshiganj Sadar 383,263
- Sirajdikhan 288,107
- Sreenagar 259,887
- Tongibari 197,173

## Demografía
Según estimación 2010 contaba con una población total de 1.477.084 habitantes.